# コーネリアス・ヴァンダービルト
コーネリアス・ヴァンダービルト（英語: Cornelius Vanderbilt, 1794年5月27日 - 1877年1月4日）は、アメリカの実業家。

## 概要
アメリカ合衆国の実業家。金ぴか時代を代表する人物であり、海運王、鉄道王と呼ばれた。

## 経歴

### 初期の経歴
農家の出身で、9人兄弟の4人目としてニューヨークのスタテンアイランドのポートリッチモンドで、Cornelius VanderbiltとPhebe Handの間に生まれた。11歳で学業を離れ、少年の頃にニューヨーク港で父のフェリーで働き始めた。16歳で自身のフェリー業を始めることを決意。積荷用の二帆の小さな船を購入するため母親から100ドル借りたとされている。しかし1853年に出版された彼の人生について書かれた最初の著作物である『サイエンティフィック・アメリカン』によるとその船は父との共同所有であり利益は折半であった。積荷と乗客のためのスタテンアイランドとマンハッタンの間を航行するフェリー業を開始。
1813年、12月19日、彼のおばのエリザベス・ハンド・ジョンソンの娘で従妹である隣人のソフィア・ジョンソン（Sophia Johnson, 1795年 - 1868年）と結婚した。マンハッタンのブロード・ストリートの下宿に入居。最終的に13人の子供を授かったが、うち1人は幼少時に亡くなった:9-27。フェリー業稼働中、義理の兄弟のジョン・デ・フォレストからスクーナー『シャーロット』を購入し父などの協力を得て食物や商品の取引に使用。しかし1817年11月24日、フェリー業者のトーマス・ギボンズはニュージャージー州とニューヨーク州の間を航行する蒸気船の船長になることを要請。元々の業務を続けつつ、ギボンズとの仕事も兼任することとなった:31–35。
新しいポジションに就いた時、ギボンズはニューヨークの水上でニューヨーク州議会によって政治的に影響力のある上流階級者ロバート・リビングストンと蒸気船設計者ロバート・フルトンに認可された専売品について揉めていた。ヴァンダービルトがギボンズとの業務に就いた時にはリビングストンもフルトンもすでに亡くなっていたが、専売権はリビングストンの相続人でありニューヨークとニュージャージーの間のフェリー業を行なっていたアーロン・オグデンが保持していた。ギボンズはオグデンと個人的に諍いがあり、彼を破産に追い込むために蒸気船での冒険的商業に賭けた。これを遂行するため値下げをし、後に『ギボンズ対オグデン』ケースとして専売を覆す合衆国最高裁判所の画期的決議となった:37–48。
ギボンズとの業務から大きく複雑なビジネスの動かし方を学んでいった。ギボンズの航行線ニューヨークとフィラデルフィアの途中のニュージャージー州ニューブランズウィックに転居し、妻ソフィアは食事、洋服、子供たちへの教育を提供する宿屋業で成功。ヴァンダービルトはギボンズの代理で弁護士に会うことが多かったことからすぐに法律にも詳しくなっていった。最高裁判所への主張に備え、法律家のダニエル・ウェブスターを雇うためにワシントンD.C.へ行った。最高裁判所で『ギボンズ対オグデン』以降の訴訟として専売権に反対する主張をした。裁判所はヴァンダービルトの主張を聞かなかった。なぜなら1824年3月2日、ギボンズに有利にルール付けられ、州際通商を妨げる効力はないとしたためである。このケースはいまだ重要な判例となる判決として熟考されている:47–67。

### 蒸気船での起業
1826年のトーマス・ギボンズの死後、1829年までギボンズの息子ウィリアムと共に働いていた。これまで自身の事業は片手間であったが、この頃から本格的に稼動するようになった。ニューヨークと他の地域への間の路線拡大を行なっていった。まずはニュージャージーへのギボンズのフェリーを引き継ぎ、ロングアイランド湾西へ移行した。1831年、兄弟のジェイコブよりハドソン川下流、ニューヨーク州ピークスキルへの路線を引き継いだ。当時、引き抜きを直訴していた蒸気船操縦士ダニエル・ドリューと敵対していた。しかしここで強く印象に残り、この後30年間秘密裏にパートナーとなり、お互い競合しないように働きかけた:72, 84–87。
1833年11月8日、ニュージャージー州ハイズタウンのカムデン・アンド・アンボイ鉄道の事故であやうく命を落とす所であった。元大統領ジョン・クィンシー・アダムズも同じ鉄道に乗っていた:90–91。
1834年、ハドソン川におけるニューヨークとオールバニの間の蒸気船独占反対に勝訴。人々の支持を得るため、当時の大統領で民主党のアンドリュー・ジャクソンの大衆向けの言葉を借りて『人々の路線』と呼んだ。同年後期、独占企業は競合をやめるように彼に多額の金額を支払ったため、彼はロングアイランド湾への航行に切り替えた:99–104。
1830年代、産業革命によりニューイングランドに多数の繊維工場ができた。アメリカの最初期の鉄道としてニューヨークへの蒸気船と接続するためボストンからロングアイランド湾まで建設された。1830年代後期、ヴァンダービルトは湾内で蒸気船業を支配しており、鉄道への接続の管理も奪い始めていた。1840年代、ニューヨーク・プロヴィデンス・アンド・ボストン鉄道をストニントンより人気路線にしようと画策。競合路線の運賃値下げによりストニントンの株価は下がり、1847年、ストニントンを買収し、彼が所有した多くの鉄道会社の第1社目となった:119–146。
この頃、ヴァンダービルトは他の多くのビジネスも稼動していた。マンハッタン及びスタテンアイランドの膨大な土地を購入し、1838年、スタテン島フェリーを買収。1830年代、アメリカ海軍の最高ランク『代将(Commodore )』と呼ばれるようになる。『代将』はその後蒸気船企業家を表す一般的な言葉となり、1840年代後期、ヴァンダービルトは次第に孤独になっていった:124–127。

### 南北戦争
1861年に南北戦争が始まると、北軍海軍に自身の持つ最も大きな蒸気船ヴァンダービルト号の寄付を計画。海軍長官のギデオン・ウェルズはこの戦争が短期間で終わると見込んで操業やメンテナンスに莫大な金額がかかることを考慮しこれを断る。しかし船舶仲買人の言い値で陸軍省に貸し出すことにした。海軍装甲艦バージニア号(メリマック号として北部に知られる)は精巧に作られていたがバージニア州ハンプトン・ローズで北軍の封鎖艦隊と共に大損害を受け、陸軍長官のエドウィン・スタントンと大統領のエイブラハム・リンカーンはヴァンダービルトに援助を要請。この時ようやく海軍にラムと厳選した人員と共にヴァンダービルト号を寄付することができた。ヴァージニア号を、侵略してくる連合国海軍のラファエル・セムス船長のアラバマ号を捕まえる巡洋艦に作り変えた。またヴァンダービルトはニューオーリンズへの遠征に備え大掛かりな装備を施した。しかしプライベートの面では気に入って後継者にしようと思っていた末息子ジョージ・ワシントン・ヴァンダービルトが、陸軍士官学校を卒業したが戦争に出ることもなく病気で亡くなったことに落ち込んでいた:341–364。

## 家族

### 祖先
彼の曽曽祖父であるJan Aertsonはオランダ・ユトレヒト州のデ・ビルト（De bilt）村の農夫だった。1650年、ニューヨークに移住した。その時、オランダ語の"of the"という意味の"van der"を出身の村の名前であるbiltの前につけた"van der bilt"の英語読みからヴァンダービルトを名乗るようになった。

### 子孫
スタテンアイランドのニュー・ドロップにあるモラヴィア教会墓地の一族廟に埋葬されている。息子ウィリアムが同じ場所に墓地を建て直した際、再度埋葬された。子供達のうち3人、特にコーネリアス・ジェレミア・ヴァンダービルトは父の意向も聞けずウィリアム・ヘンリーや霊術者の勝手で廟を立て直すことに難色を示した。法廷闘争は1年以上続き最終的に遺産の兄弟への分与を増額し彼らの弁護士費用も用立てたウィリアム・ヘンリーの完全勝訴となった。現在生存する子孫の一人はコーネリアスの来孫アンダーソン・クーパーである。
1882年、てんかん患者のコーネリアス・ジェレミア・ヴァンダービルトは自殺。ジョージ・ワシントン・ヴァンダービルトは南北戦争中、子孫を残さず死亡。ヴァンダービルト家の億万長者の全ての人々は長男ウィリアム・ヘンリーの家系である。
1. フェブ・ジェーン・(ヴァンダービルト・)クロス (1814年～1878年)
2. エセリンダ・(ヴァンダービルト・)アレン (1817年～1889年)
3. エリザ・(ヴァンダービルト・)オスグッド (1819年～1890年)
4. ウィリアム・ヘンリー・ヴァンダービルト (1821年～1885年)
5. エミリー・アルミラ・(ヴァンダービルト・)ソーン (1823年～1896年)
6. ソフィア・ジョンソン・(ヴァンダービルト・)トーランス (1825年～1912年)
7. マリア・ルイザ・(ヴァンダービルト・)クラーク・ニーヴェン (1827年～1896年)
8. フランセス・ラヴィニア・ヴァンダービルト (1828年～1868年)
9. コーネリアス・ジェレミア・ヴァンダービルト (1830年～1882年)
10. ジョージ・ワシントン・ヴァンダービルト (1832年～1836年)
11. メアリー・アリシア・(ヴァンダービルト・)ラバウ・バーガー (1834年～1902年)
12. キャサリン・ジュリエット・(ヴァンダービルト・)バーカー・ラファイエット (1836年～1881年)
13. ジョージ・ワシントン・ヴァンダービルト (1839年～1864年)

## ヴァンダービルトにより管理された鉄道
- ニューヨーク・アンド・ハーレム鉄道 (1863年 –)
- ハドソン・リバー鉄道 (1864年 –)
- ニューヨーク・セントラル鉄道 (1868年 –)
- カナダ・サザン鉄道 (1873年 –)[2]
- レイク・ショア・アンド・ミシガン・サザン鉄道 (1873年? –)
- ミシガン・セントラル鉄道 (1877年 –)[3]
- ニューヨーク・シカゴ・アンド・セントルイス鉄道 (ニッケル・プレート鉄道、1882年 –)
- ウエスト・ショア鉄道 (1885年 –)
- ローム・ウォータータウン・アンド・オグデンスバーグ鉄道
- ダンカーク・アレゲニー・ヴァレイ・アンド・ピッツバーグ鉄道
- クリーヴランド・シンシナティ・シカゴ・アンド・セントルイス鉄道
- レイク・エリー・アンド・ウエスタン鉄道
- ピッツバーグ・アンド・レイク・エリー鉄道

## 関連事項
- 泥棒男爵
- アメリカ合衆国の鉄道史
- テネシー・セレステ・クラフリン - 妻亡き後の愛人とされる
- ポテトチップス - ヴァンダービルトのクレームから出来た、という伝説がある。